# Munida rugosa
Munida rugosa is een tienpotigensoort uit de familie van de Munididae. De wetenschappelijke naam van de soort werd in 1775 voor het eerst geldig gepubliceerd door Johann Christian Fabricius.